# فرودگاه بین‌المللی دی موین (آیووا)
فرودگاه بین‌المللی دی موین، آیووا (به انگلیسی: Des Moines International Airport) یک فرودگاه همگانی بهره‌برداری هوایی با کد یاتا DSM است که یک باند فرود آسفالت و بتن دارد و طول باند آن ۲۷۴۴ متر است. این فرودگاه در شهر دی موین، آیووا کشور ایالات متحده آمریکا قرار دارد و در ارتفاع ۲۹۲ متری از سطح دریا واقع شده‌است.

## شرکت‌های هواپیمایی و مقصدهای پروازی

### مسافری

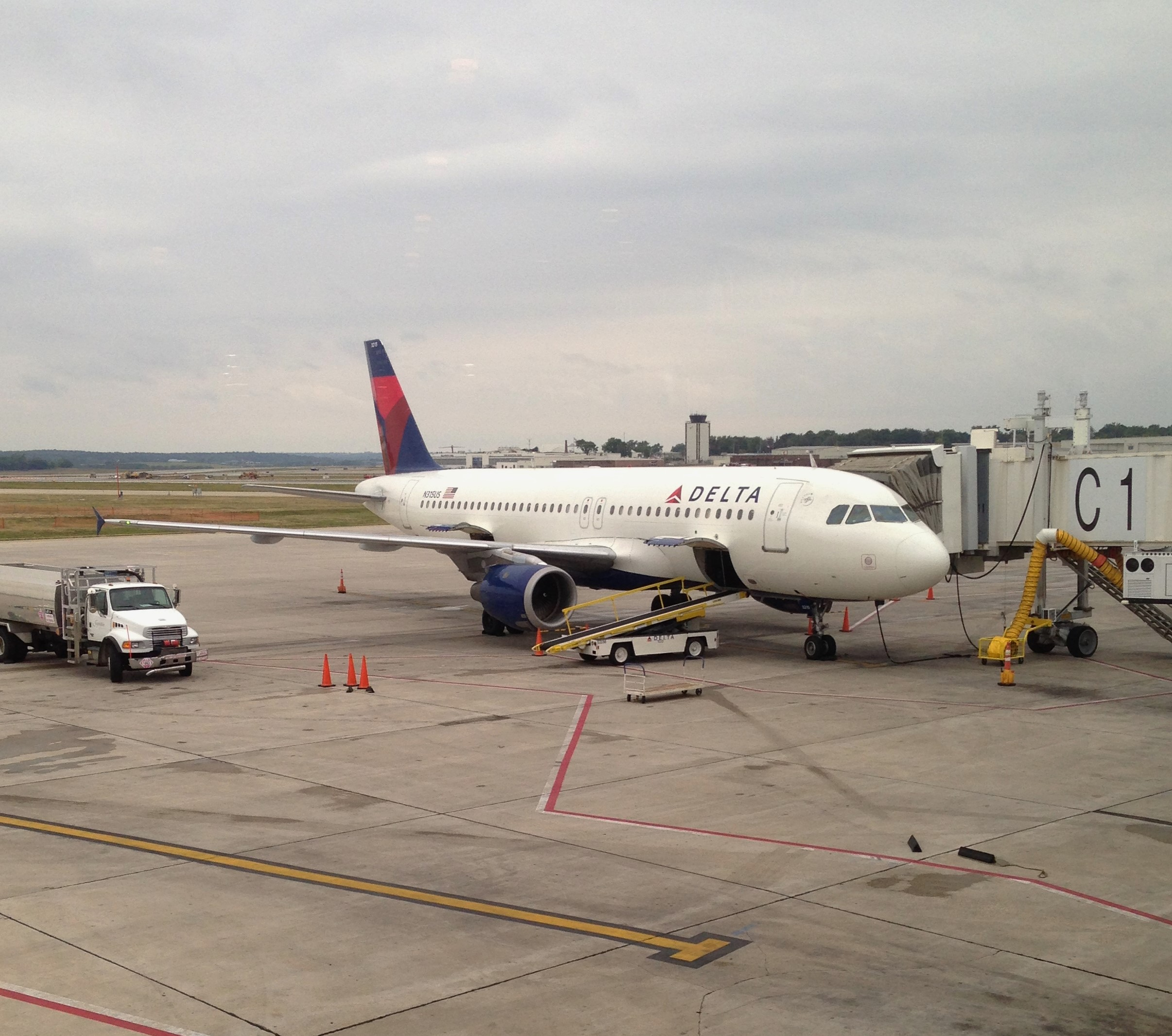
دلتا ایرلاینز خانواده ایرباس ای۳۲۰ parked at gate C1

As of January 2017, امریکن ایرلاینز handled 30% of DSM passengers, followed by یونایتد ایرلاینز (25%), دلتا ایرلاینز (22%), الیجنت ایر (10%), ساوت‌وست ایرلاینز (8%) and فرانتیر ایرلاینز (5%).
| شرکت‌های هواپیمایی | مقصدهای پروازی                                                                                     | Refs  |
| ----------------- | -------------------------------------------------------------------------------------------------- | ----- |
| الیجنت ایر        | مک‌کاران، اورلندو سنفورد، فینکس-مسا، شهرستان شارلوت، سن پترزبورگ-کلیرواتر فصلی: لس‌آنجلس             | [ ۲ ] |
| امریکن ایرلاینز   | دالاس-فورت ورث، فینکس اسکای هاربر                                                                  | [ ۳ ] |
| امریکن ایگل       | شارلوت داگلاس، اوهر شیکاگو، دالاس-فورت ورث، ملی رونالد ریگان واشینگتن                              | [ ۳ ] |
| دلتا ایرلاینز     | هارتسفیلد-جکسون آتلانتا فصلی: مینیاپولیس−سنت پل                                                    | [ ۴ ] |
| دلتا کانکشن       | هارتسفیلد-جکسون آتلانتا، متروپولیتن شهرستان وین دیترویت، مینیاپولیس−سنت پل، لاگواردیا، سالت‌لیک‌سیتی | [ ۴ ] |
| فرانتیر ایرلاینز  | دنور، مک‌کاران فصلی: فینکس اسکای هاربر، اورلاندو                                                    | [ ۵ ] |
| ساوت‌وست ایرلاینز  | مک‌کاران، لامبرت-ست لوی فصلی: فینکس اسکای هاربر (آغاز از ۱۳ ژانویه ۲۰۱۸)                            | [ ۶ ] |
| یونایتد ایرلاینز  | دنور فصلی: اوهر شیکاگو                                                                             | [ ۷ ] |
| یونایتد اکسپرس    | اوهر شیکاگو، دنور، جرج بوش، لیبرتی نیوآرک                                                          | [ ۷ ] |

### باری

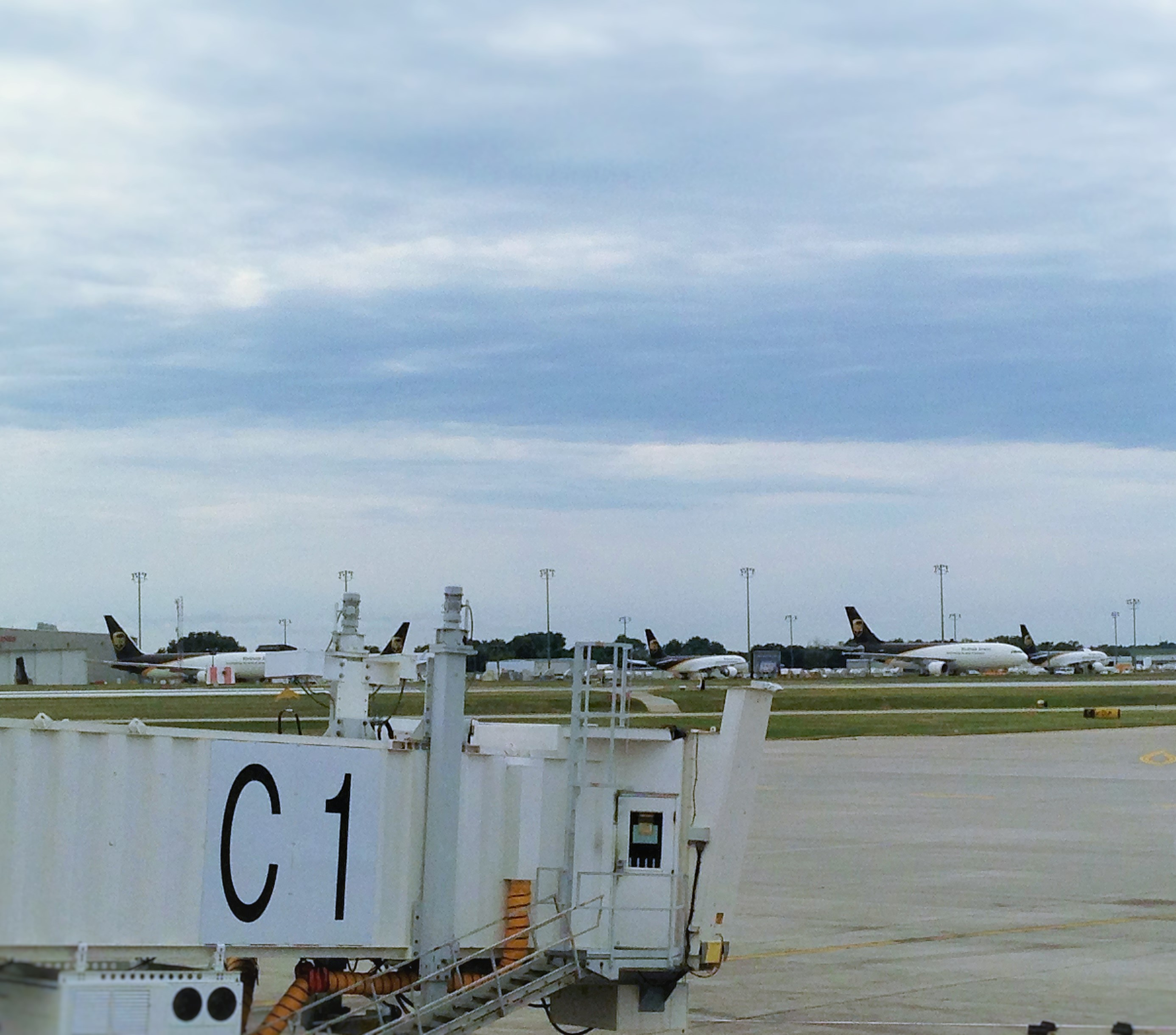
DSM Cargo Apron

| شرکت‌های هواپیمایی | مقصدهای پروازی                                                                                                   |
| ----------------- | --- |
| فدکس اکسپرس       | آیوای شرقی، منطقه‌ای شهرستانی دین، ممفیس                                                                          |
| یوپی‌اس ایرلاینز   | باب هوپ، آیوای شرقی، شیکاگو راکفرد، بردلی، لوئیویل، لیبرتی نیوآرک، انتاریو، فیلادلفیا، پورتلند، سکرامنتو، اسپوکن |